# Полтавський університет економіки і торгівлі

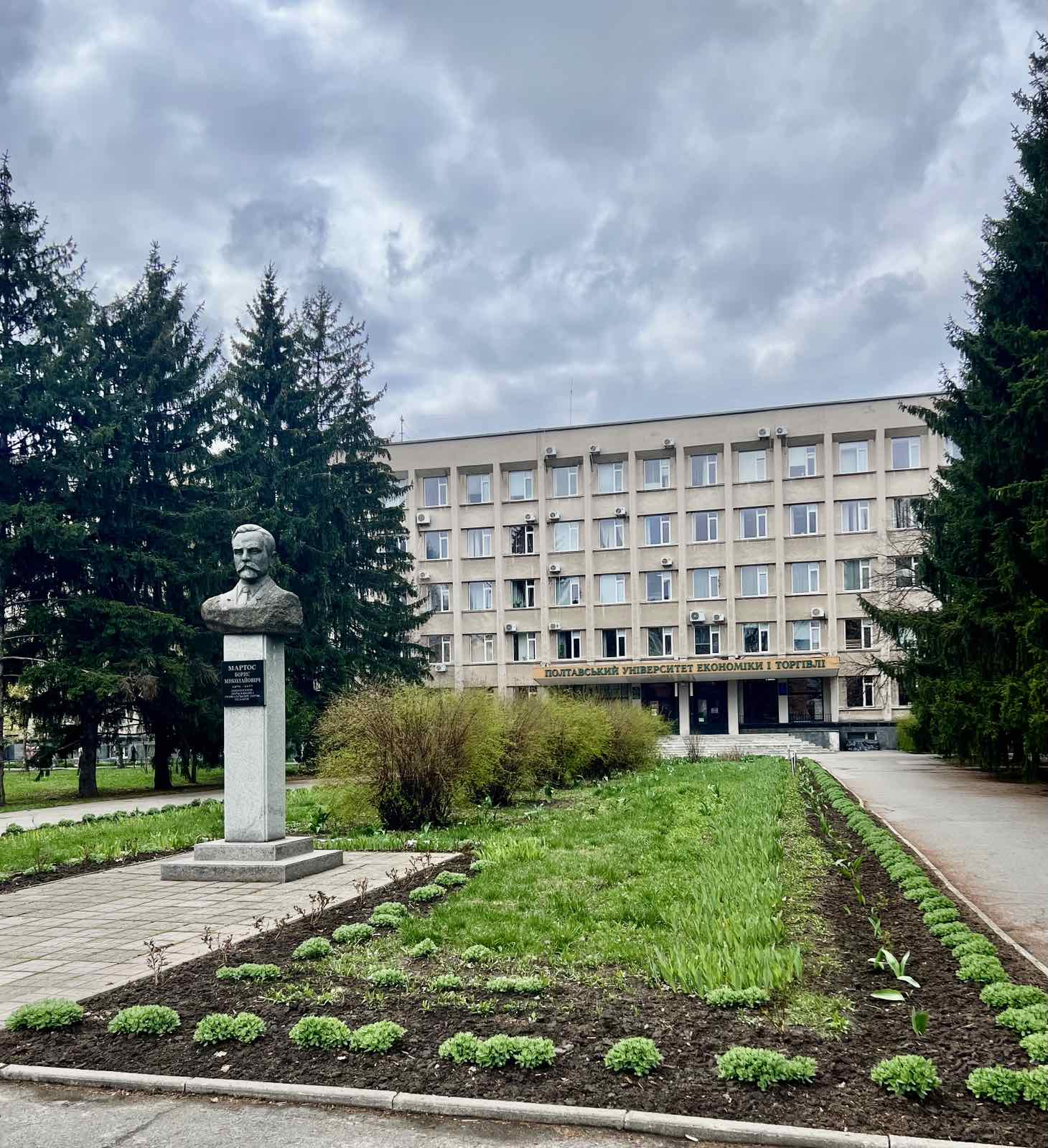
Полтавський Університет економіки і торгівлі

Полтавський університет економіки і торгівлі (ПУЕТ) (англ. Poltava University of Economics and Trade) — один з найбільших вищих навчальних закладів Полтави.

## Історія
1961 року університет розпочав свою діяльність як навчально-консультаційний пункт, з 1968-го — факультет, а з 1970-го — філіал Львівського тоді торгово-економічного інституту.
1974 — було прийнято постанова Ради Міністрів СРСР, якою передбачалося створення Полтавського кооперативного інституту (ПКІ). Першим ректором став Діанич М. М. (1970—1987).
1991 року Центроспілка СРСР передала інститут у підпорядкування республіканській спілці споживчих товариств України. В наступному 1992 році голови правлінь Укркоопспілки, Кримської республіканської споживспілки та 24 обласних спілок споживчих товариств України підписали договір про створення спільного вищого навчального закладу Полтавський кооперативний інститут (ПКІ). Було утворено керівний орган — Раду засновників Полтавського кооперативного інституту.
1996 року в інституті запроваджено багатоступеневу підготовку спеціалістів на основі освітньо-кваліфікаційного рівня базової вищої освіти бакалавр за такими напрямами: економіка і підприємництво, менеджмент, торгівля, харчова технологія і інженерія.
Другим ректором став Дорохін В. О. (1987—2003).
На початку 90-х років інститут започаткував післядипломну освіту. Було відкрито Міжгалузевий інститут підвищення кваліфікації та перепідготовки спеціалістів. У 1997 році інститут отримав 3 рівень акредитації. Міністерство освіти і науки України впродовж 1998 року провело нострифікацію всіх спеціальності по новому переліку напрямів та спеціальності і видало інституту відповідні ліцензії та сертифікати.
21 травня 2001 року на базі Полтавського кооперативного інституту був створений Полтавський університет споживчої кооперації України (ПУСКУ).
2003 — ректором став Олексій Олексійович Нестуля.
2004 року відкрито нові спеціальності: економічна кібернетика, банківська справа, соціальна інформатика. У 2006 році — управління персоналом та економіка праці, у 2007-му — готельно-ресторанна справа, у 2011-му — документознавство та інформаційна діяльність.
2 липня 2009 року університет повторно пройшов акредитацію і йому було присвоєно 4 рівень. Підвищилася кількість ліцензовані обсяги набору студентів на всі спеціальності: денної — до 2700, заочної — до 6100.
У квітні 2010 року університет змінив назву на Полтавський університет економіки і торгівлі (ПУЕТ).
Згідно з рейтингом Міністерства освіти і науки України за результатами діяльності у 2012 році ПУЕТ занесений у 10 найкращих економічних університетів країни із 304 вищих навчальних закладів України.
2013 — відкрито Центр дистанційного навчання.

## Факультети та інститути
- Інститут економіки, управління та інформаційних технологій
- Факультет товарознавства, торгівлі та маркетингу
- Факультет харчових технологій, готельно-ресторанного та туристичного бізнесу
- Міжгалузевий інститут підвищення кваліфікації та перепідготовки спеціалістів[2]

Інститут економіки, управління та інформаційних технологій Вищого навчального закладу Укоопспілки «Полтавський університет економіки і торгівлі»(скорочено — ПУЕТ) утворений 1 вересня 2015 року шляхом об'єднання двох факультетів: факультету фінансів і обліку й факультету економіки та менеджменту, які мають власну багаторічну історію.

### Освітні програми та спеціалізації

#### За ступенем бакалавра
| Спеціальність                                  | Спеціалізація / освітня програма                                                                                  |
| Інформаційна, бібліотечна та архівна справа    | Документознавство та інформаційна діяльність                                                                      |
| Інформаційна, бібліотечна та архівна справа    | Менеджмент інформаційних ресурсів                                                                                 |
| Філологія                                      | Філологія (германські мови та література (переклад включно) освітня програма Переклад (англійська, німецька мови) |
| Право                                          | Право |
| Економіка                                      | Економічна кібернетика                                                                                            |
| Економіка                                      | Бізнес-аналітика                                                                                                  |
| Економіка                                      | Економіка підприємства                                                                                            |
| Економіка                                      | Управління персоналом та економіка праці                                                                          |
| Міжнародні економічні відносини                | Міжнародні економічні відносини                                                                                   |
| Міжнародні економічні відносини                | Міжнародний бізнес                                                                                                |
| Облік і оподаткування                          | Облік і аудит |
| Фінанси, банківська справа та страхування      | Фінанси і кредит                                                                                                  |
| Фінанси, банківська справа та страхування      | Фінанси, банківська справа та страхування                                                                         |
| Менеджмент                                     | Менеджмент |
| Менеджмент                                     | Менеджмент зовнішньоекономічної діяльності                                                                        |
| Підприємництво, торгівля та біржова діяльність | Електронна комерція                                                                                               |
| Комп'ютерні науки                              | Комп'ютерні науки                                                                                                 |

#### За ступенем магістра
| Спеціальність                               | Спеціалізація / освітня програма             |
| Інформаційна, бібліотечна та архівна справа | Документознавство та інформаційна діяльність |
| Право                                       | Право                                        |
| Економіка                                   | Економічна кібернетика                       |
| Економіка                                   | Економіка підприємства                       |
| Економіка                                   | Управління персоналом та економіка праці     |
| Міжнародні економічні відносини             | Міжнародні економічні відносини              |
| Облік і оподаткування                       | Облік і аудит                                |
| Фінанси, банківська справа та страхування   | Фінанси і кредит                             |
| Фінанси, банківська справа та страхування   | Банківська справа                            |
| Менеджмент                                  | Менеджмент                                   |
| Менеджмент                                  | Менеджмент зовнішньоекономічної діяльності   |
| Менеджмент                                  | Бізнес-адміністрування                       |
| Публічне управління та адміністрування      | Місцеве самоврядування                       |
| Комп'ютерні науки                           | Комп'ютерні науки                            |

Факультет товарознавства, торгівлі та маркетингу (в минулому — товарознавчо-комерційний факультет) — один із найстаріших факультетів, із якого будувався університет. Свою історію факультет розпочав з 1972 р. Спеціальності факультету товарознавства, торгівлі та маркетингу ефективно інтегруються з європейською та світовою системами освіти.

### Освітні програми

#### За ступенем бакалавра
| Спеціальність                                  | Спеціалізація / освітня програма                                                     |                                                                                            |
| Маркетинг                                      | Маркетинг                                                                            |                                                                                            |
| Підприємництво, торгівля та біржова діяльність | Товарознавство і торговельне підприємництво (Товарознавство і комерційна діяльність) |                                                                                            |
| Підприємництво, торгівля та біржова діяльність | Товарознавство і торговельне підприємництво (Товарознавство і комерційна діяльність) | Товарознавство і торговельне підприємництво (Товарознавство та експертиза в митній справі) |
| Підприємництво, торгівля та біржова діяльність | Біотехнології та біоінженерія                                                        | Біотехнологія                                                                              |

#### За ступенем магістра
| Спеціальність                                  | Спеціалізація / освітня програма             |
| Підприємництво, торгівля та біржова діяльність | Товарознавство і комерційна діяльність       |
| Підприємництво, торгівля та біржова діяльність | Товарознавство та експертиза в митній справі |
| Маркетинг                                      | Маркетинг                                    |

Факультет харчових технологій, готельно-ресторанного та туристичного бізнесу (в минулому технологічний факультет) Полтавського університету економіки і торгівлі створений у 1974 р. Понад 40 років факультет випускає фахівців у сфері виробництва та обслуговування.

### Освітні програми

#### За ступенем бакалавра
| Спеціальність              | Спеціалізація / освітня програма |
| Харчові технології         | Харчові технології та інженерія  |
| Готельно-ресторанна справа | Готельно-ресторанна справа       |
| Туризм                     | Туризм                           |

#### За ступенем магістра
| Спеціальність              | Спеціалізація / освітня програма                                  |
| Харчові технології         | Технології в ресторанному господарстві                            |
| Харчові технології         | Технології зберігання, консервування та переробки плодів і овочів |
| Харчові технології         | Технології зберігання, консервування та переробки м'яса           |
| Готельно-ресторанна справа | Готельно-ресторанна справа                                        |
| Готельно-ресторанна справа | Курортна справа                                                   |
| Туризм                     | Туризм                                                            |
| Освітні, педагогічні науки | Педагогіка вищої школи                                            |

Міжгалузевий інститут підвищення кваліфікації та перепідготовки спеціалістів (МІПК) є підрозділом університету. МІПК здійснює підвищення кваліфікації кадрів на договірній основі з фізичними та юридичними особами всіх форм власності. Інститут має сучасну навчальну базу. У реалізації освітніх програм широко використовуються новітні інтерактивні та комп'ютерні технології навчання. 

## Гуртожитки
Студентське містечко університету має 4 гуртожитки, де проживає понад 2,000 студентів та аспірантів. Це комплекс 9-поверхових гуртожитків. Студентські гуртожитки облаштовані для проживання іногородніх та іноземних студентів на період навчання в університеті. Полтавські студенти з-поміж дітей-сиріт та дітей, позбавлених батьківського піклування, за умови відсутності в них іншого місця проживання, мають можливість також поселитися в гуртожитку на період навчання в університеті.
Управління студентським містечком здійснюється його дирекцією спільно з органами студентського самоврядування за сприянням адміністрації університету. У приміщенні гуртожитку працюють медпункт, стоматологічний кабінет, в усіх кімнатах є доступ до інтернету.
На території студмістечка розташований спортивний комплекс «Олімп», баскетбольний майданчик, футбольне поле, відкритий тренажерний майданчик, що дає можливість студентам у вільний час займатися спортом.
Інформацію щодо поселення до гуртожитку та наявності вільних місць можна дізнатися у заступника декана з виховної роботи того інституту/факультету, до якого абітурієнт був зарахований як студент. Саме заступник декана надає довідку про те, що особа, яка є студентом університету має право на поселення до гуртожитку.

## Міжнародне співробітництво
ПУЕТ співпрацює за договорами, укладеними з 82 закордонними навчальними закладами із 30 країн світу.
Активна позиція університету щодо проходження міжнародних стажувань:
- Азербайджан: Бакинський слов'янський університет, готельно-ресторанні комплекси (Баку);
- Бельгія: Вища школа провінції Ено Кондорсе (м. Сен-Гілен), Готельна школа Ліцею технічної освіти провінції Ено (Сен-Гілен);
- Греція: Технологічний освітній інститут Центральної Македонії Серрес, готельно-ресторанні комплекси;
- Китай: Аньхойський університет (Аньхой);
- Німеччина: готельно-ресторанні комплекси в рамках програми ZAV 2 — Hotel & Restaurant, Інститут мов (Кассель);
- Польща: Краківська Академія імені А. Ф. Моджевського, Академія готельного бізнесу та громадського харчування в Познані, ресторан «Beverly Hills» (Познань), готельно-ресторанний комплекс «Villa Sandra» (Боліславов), готельно-ресторанний комплекс «The Wasowo Palace» (Восово);
- США: літня програма стажування Work & Travel USA;
- Туреччина: мережа готелів"Papillon Group Hotels" (Белек), «Gloria Hotels» (Белек), «Ela Quality Resort Hotel» (Белек), «Calista Luxury Resort» (Белек), «Cornelia Diamond Golf Resort & Spa» (Белек), «Concorde de Luxe Resort» (Белек);
- Чорногорія: Готельно-освітній центр Чорногорії (м. Будва), Готель «Splendid Hotel» (Будва);

Навчання за програмою «Подвійний диплом» дозволяє студентам одночасно отримати два дипломи: українського державного зразка Вищого навчального закладу Укоопспілки «Полтавський університет економіки і торгівлі» (ПУЕТ) та європейського зразка одного із запропонованих вищих навчальних закладів:
- спільна магістерська програма за спеціальностями «Готельно-ресторанна справа» та «Туризм» з Академією готельного бізнесу та громадського харчування в Познані (Польща);
- спільна магістерська програма за спеціальністю «Бізнес Адміністрування» з Університетом Нікосії (Кіпр);
- спільна магістерська програма за спеціальністю «Менеджмент зовнішньоекономічної діяльності» з Вищою школою менеджменту інформаційних систем (Латвія);
- спільна бакалаврська та магістерська програми за спеціальностями «Менеджмент зовнішньоекономічної діяльності» та «Міжнародна економіка» з Університетом Овернь-1 (Франція).

Студенти беруть активну участь у стипендіальних регіональних, національних і міжнародних програмах.

## Рейтинги та репутація
У жовтні 2024 року, Державна служба якості освіти, як центральний орган виконавчої влади України, що реалізує державну політику у сфері освіти, зокрема з питань забезпечення якості освіти, оприлюднив оновлений рейтинг університетів, які мають високий ступінь ризику. До переліку університетів з високим ступенем ризику увійшов, зокрема, й Полтавський університет економіки і торгівлі.